# Commelina rhodesica
Commelina rhodesica là một loài thực vật có hoa trong họ Commelinaceae. Loài này được Norl. mô tả khoa học đầu tiên năm 1948.